# Dzintars Čīča
Dzintars Čīča, född 8 januari 1993, är en lettisk musiker.
Čīča vann den lettiska uttagningen till Junior Eurovision Song Contest 2003 med sin låt Tu esi vasarā (Du är min sommartid). Låten deltog i finalen i Köpenhamn, Danmark och kom på nionde plats av de 16 som tävlade. I november 2003 släppte han sitt första album, Nac un dzeie.